# Calabacera (pera)
Calabacera, es el nombre de una variedad cultivar de pera europea Pyrus communis. Esta pera está cultivada en la colección de la Estación Experimental Aula Dei (Zaragoza). Esta pera también está cultivada en diversos viveros entre ellos algunos dedicados a conservación de árboles frutales en peligro de desaparición. Esta pera variedad muy antigua es originaria de España, en la provincia de Almería (comunidad autónoma de Andalucía), y tuvo su mejor época de cultivo comercial antes de la década de 1960, y actualmente en menor medida aún se encuentra.

## Sinonimia
- "Calabacera 241".[1]

## Historia
En España 'Calabacera' está considerada incluida en las variedades locales autóctonas muy antiguas, cuyo cultivo se centraba en comarcas muy definidas. Se caracterizaban por su buena adaptación a sus ecosistemas y podrían tener interés genético en virtud de su adaptación. Se encontraban diseminadas por todas las regiones fruteras españolas, aunque eran especialmente frecuentes en la España húmeda. Estas se podían clasificar en dos subgrupos: de mesa y de cocina (aunque algunas tenían aptitud mixta).
'Calabacera' es una variedad clasificada como de mesa, se utiliza también en la cocina, difundido su cultivo en el pasado por los viveros comerciales y cuyo cultivo en la actualidad se ha reducido a huertos familiares y jardines privados.

## Características
El peral de la variedad 'Calabacera' tiene un vigor medio; florece a finales de abril; tubo del cáliz pequeño, en embudo cónico con conducto estrecho de longitud media.
La variedad de pera 'Calabacera' tiene un fruto de tamaño pequeño; forma calabaciforme (forma de calabaza) o cidoniforme (forma de membrillo), con una configuración muy defectuosa con grandes protuberancias, el cuello muy acentuado, y contorno irregular, con tendencia a pentagonal; piel lisa, poco brillante; color de fondo verde olivácea, sin chapa, "russeting" (pardeamiento áspero superficial que presentan algunas variedades) muy débil; pedúnculo de longitud muy largo, fino, curvo, cavidad peduncular nula; cavidad calicina estrecha, casi superficial, plisada o mamelonada; ojo abierto o semicerrado; sépalos erectos o medio extendidos, con frecuencia partidos.
Carne de color blanco amarillento; textura medio firme, muy jugosa; sabor aromático y alimonado, muy refrescante, bueno; corazón mediano, estrecho, fusiforme. Eje variable, abierto o cerrado. Celdillas pequeñas, situadas muy altas. Semillas muy pequeñas, con espolón pequeño pero muy marcado, color oscuro.
La pera 'Calabacera' tiene una maduración durante la primera decena de julio (en E. E. Aula Dei de Zaragoza). Aguanta en buenas condiciones un mes de almacenamiento en un ambiente refrigerado. Se usa como pera de mesa fresca, y en cocina.